# Panhellenische Spiele
Die Panhellenischen Spiele (altgriechisch πανελλήνιοι ἀγῶνες maskulin Plural) waren gesamtgriechische Wettkämpfe zu Ehren der griechischen Götter, die an religiösen Kultstätten abgehalten wurden. Ursprünglich handelte es sich um Wettkämpfe unter Kriegern in voller Kriegsmontur. Später wurde mit Ausnahme des Waffenlaufs die Rüstung abgelegt und die Kämpfer traten nackt an. Im Rahmen der religiös-sportlichen Veranstaltung wurden auch kulturelle Wettkämpfe im Dichten und Musizieren ausgetragen.
Zu den panhellenischen Spielen werden die überregionalen Wettkämpfe an vier Kultstätten gezählt: Olympia, Delphi, Korinth und Nemea. Die Sieger aus diesen Wettkämpfen erhielten jeweils ortsspezifische Kränze, Zweige oder Stängel. Der Austragungsmodus dieser Spiele fand meist im Vierjahres-, auch im Zweijahresrhythmus statt. Dieser Rhythmus wurde Periodos (Umlauf, Wiederkehr) genannt. Ein Wettkämpfer, der während einer Olympiade (Vierjahreszyklus) in einer Sportart in allen vier Hauptkampfstätten siegte, erhielt den Titel Periodonike.

## Hauptspiele
Olympische SpieleDie bedeutendsten Panhellenischen Spiele, die Olympischen Spiele, fanden alle vier Jahre zu Ehren des Zeus in Olympia statt. Der Sieger erhielt einen Olivenkranz von einem Baum, der in der Nähe des Zeustempels wuchs (Kotinos). Auch an anderen Orten wurden im späteren Verlauf der Antike sportliche Wettkämpfe abgehalten, die als „Olympia“ bezeichnet wurden.
Pythische SpieleDie zweitbedeutendsten Panhellenischen Spiele, die Pythischen Spiele, fanden alle vier Jahre zu Ehren des Apollon in Delphi statt. Der Sieger erhielt einen Lorbeerkranz.
Nemeische SpieleDie Nemeischen Spiele fanden alle zwei Jahre zu Ehren des Zeus in Nemea statt. Der Sieger erhielt einen Selleriekranz.
Isthmische SpieleDie Isthmischen Spiele fanden alle zwei Jahre zu Ehren des Poseidon in Korinth statt. Der Sieger erhielt anfangs einen Holunder-, später einen Fichtenzweig.
| Spiele            | Gottheit | Kultstätte | Preis           | Rhythmus                               |
| ----------------- | -------- | ---------- | --------------- | -------------------------------------- |
| Olympische Spiele | Zeus     | Olympia    | Olivenkranz     | alle 4 Jahre, im 1. Jahr der Olympiade |
| Pythische Spiele  | Apollon  | Delphi     | Lorbeerkranz    | im 3. Jahr einer Olympiade             |
| Nemeische Spiele  | Zeus     | Nemea      | Selleriestängel | im 2. und 4. Jahr einer Olympiade      |
| Isthmische Spiele | Poseidon | Korinth    | Fichtenzweig    | im 1. und 3. Jahr einer Olympiade      |

## Weitere Spiele
Auf der Rückseite des Mechanismus von Antikythera findet sich auch ein Kalender, der mechanisch die Daten der jeweiligen Panhellenischen Spiele anzeigt. Neben den schon erwähnten vier Hauptspielstätten werden dort noch zwei weitere Spielstätten genannt, von denen jedoch nur die Naaischen Spiele namentlich identifiziert werden konnten.
Naaische SpieleDie Naaischen Spiele fanden alle vier Jahre in Dodona statt.
Panathenische SpieleDie Panathenischen Spiele in Athen, jährlich die Kleinen Panathenäen, alle vier Jahre die Großen Panathenäen.
Asklepische SpieleDie Asklepischen Spiele in Epidauros.
Ptolemäische SpieleDie Ptolemäischen Spiele in Alexandria.
HeraienDie Heraien in diversen griechischen Städten waren die einzigen Panhellenischen Spiele, an denen auch Frauen teilnahmen.